# 망갈라 (몽골)
보르지긴 망갈라(忙哥剌, Mangγala, 몽골어: ᠮᠠᠩᠭᠠᠯᠠ, 키릴 문자:Мангала, 페르시아어:منكالا , Mankqālā, ? ~ 1280년 7월 5일 혹은 1280년 11월)는 몽골 원 제국의 쿠빌라이 칸의 황자이며, 차브이 카툰 황후 소생 셋째 아들이다. 도르지, 태자 친킴의 친 동생이고, 노무간의 친형이다. 1272년 10월 안서왕(安西王)에 봉해지고 황금 인장을 받았으며, 깐수 성, 산시성과 구 탕구트 지방을 영지로 받았고, 륙판산과 주변 지역에 주둔한 몽골군의 지휘권도 받았다. 1273년 진왕(秦王)에 봉해져 양쪽 영지를 오갔다. 다른 이름은 망가랄(忙哥剌), 혹은 망갈립(莽噶拉), 망안(忙安)이다.
그는 한인 출신 측근들을 기용하여 자신의 영지를 대신 다스리게 했고, 독자적인 인사권을 행사했다. 1277년 몽케 칸의 넷째 아들 시리기의 난 진압에 참여했고, 자신의 영지에서 도교 사원에 대한 면세정책을 실시했다. 1280년 11월 혹은 6월 안서왕부에서 알 수 없는 이유로 죽었는데, 시리기의 난 진압 중 전사했다는 설이 있다. 남송 출신 역사가 정사초(鄭思肖)에 의하면 아버지 쿠빌라이 카안에게 살해되었다 한다. 그는 딸 노울륜공주를 통해, 종증손인 명종의 외외증조부, 영종 린첸발과 순제 토곤테무르의 외고조부도 된다.
일부 문헌에는 그의 작위를 서안왕(西安王)으로 오기한 문헌도 나타난다.

## 생애

### 생애 초기
원 세조 쿠빌라이 칸과 차브이 카툰의 셋째 아들이었다. 출생지와 정확한 출생년대, 생일은 기록에 전하지 않는다. 친형제 자매로는 형으로는 일짝 죽은 도르지, 연왕(燕王)이었다가 태자가 된 친킴과 동생이고, 카이두와 쿠빌라이 카안의 전쟁에 출정한 노무간 등이 있었다. 망갈라의 어린 시절과 유년기에 대한 기록은 전하지 않는다.
이름은 망갈라인데 한자로는 망가랄(忙哥剌), 혹은 망안(忙安)으로도 번역된다. 망갈라는 몽골어로 영원함을 뜻하는 망가, 멩구(Менгу)와 축제를 뜻하는 가라(гала)의 합성어에서 유래했다는 설과, 또는 힌두교의 화성의 신, 혹은 티베트어로는 길상함을 의미하는 산스크리트어 망갈라(मङ्गल)에서 유래했다는 설도 있다. 그의 용모와 성품에 대한 기록은 전하지 않는다. 그는 불교 신자로 알려졌으며, 일설에는 망갈라도 무슬림이었다는 설이 있다. 페르시아어 사서 집사에는 망크가랄(منكالا)로 나타난다.
1248년 쿠빌라이 카안의 명으로 형제들과 글을 배우기 시작했다. 이때 칭기즈 칸의 친위대원의 아들이자 보르테 카툰의 시종이었던 집안의 아들 볼라드 등 귀족 자제들과 함께 글을 배우게 되었다.
옹기라트부 출신으로 알티 노얀의 손녀 혹은 일설에는 알티 노얀의 조카딸인 쿠투이 카툰(Хутуй хатан) 혹은 푸티(Кутуй хатан)과 혼인하였다. 그의 어머니 차브이 카툰은 알티 노얀의 딸이므로 쿠투이 혹은 푸티는 그의 모계쪽 가까운 친척이었다.

### 안서왕 책봉
그의 성격, 용모, 초기 삶은 원사, 신원사, 원사연의에는 기록이 나타나지 않는다. 1264년(지원 원년) 8월 15일 설서관(說書官)이 되었다. 그해 쿠빌라이 칸은 이반(李磐）혹은 이반(李槃)를 보내 그에게 학문을 가르치게 하였다.
1267년 3월 세조 쿠빌라이 칸은 연왕 친킴, 망갈라, 노무간(那沒罕), 후게치(忽哥赤) 등에게 은(銀) 3만냥을 하사했다.
1272년(지원 9년) 10월 안서왕(安西王)에 봉해지고, 산서성 일대의 영지와 섬서성 경내 일부를 영지로 받고, 낙뉴금인(螭紐金印)을 하사받았다. 이어 경조로(京兆路) 일대를 울루스로 하사받았다, 망갈라는 류판산(六盘山)에 주둔지를 정하고 왕부를 설치했다. 또한 간쑤성 일대도 그의 영지로 부여되었다. 경조윤(京兆尹) 조병(趙炳)이 왕부 왕궁을 건립했는데, 뒤에 왕부는 장안(長安)으로 이동했다.
1272년 망갈라는 상정(商挺)을 안서왕부 재상으로 천거하여 받았고, 1277년 그가 북정을 수행할 때는 상청이 대신 안서왕부 영지의 정무를 주관하였다. 망갈라는 상정(商挺), 이덕휘(李德輝, 1218~1280), 조병(趙炳, 1222~1280) 등을 왕부상(王府相)으로 임명했고, 때로는 망갈라의 대리인으로 영지를 관리하였다. 그의 궁전은 마르코 폴로에 의하면 규모가 거대하다고 묘사되었다.
망갈라는 15만 군사를 부여받고 중국 서부 지역의 최고사령관이 되었다. 망갈라는 안서왕으로 섬서성, 감숙성, 청해, 사천을 장악 하고 실크로드를 관리 했으며, 구 서하의 영역도 그의 영향하에 있었다. 또한 그는 신장 위구르 자치구 일대에 영지가 있던 코단의 후손들, 오고타이계 왕족들, 차가타이계 왕족들, 옹구트부, 몽골고원 서부에 영지가 있던 아리크부카계 왕족들 등을 견제, 감시하는 역할도 수행하였다.

### 진왕 책봉
1273년 쿠빌라이 카안이 연왕 친킴을 황태자로 책봉하면서, 망갈라는 다시 진왕(秦王)에 봉해지고, 옛 서하의 영토인 하서(河西)와 쓰촨 성일대, 티베트 동부 지방을 영지로 받고, 수뉴금인(兽纽金印)을 받았다. 진왕부의 우승상(右丞相)에 왕시현(王時憲), 좌승상에는 이덕휘를 임명하였다.
그는 자신의 영지에서 어느정도의 인사권한을 부여받았다. 바로 장안에 진왕부를 병설, 일대를 안서로라 하고, 육반산은 개성로라 하여 ㅆ다. 경조윤 조병(趙炳)에게 왕궁을 짓게 하고, 조병(趙炳)을 체재시켜 경조로를 다스리게 했다. 그의 왕부의 왕궁은 마르코 폴로에 의하면 쿠빌라이 카안의 아들, 몽골의 제후들의 왕궁 중 크고 화려했다고 한다. 그해부터 여름과 겨울에는 장안의 안서왕부와 경조로의 진왕부를 오가며 생활했다. 그는 코단(우구데이 칸의 아들), 시시안(옹구트의 통치자), 지쿠 쿠레겐, 추베이(알루구의 아들) 등의 영지를 감시하는 역할도 병행하였다. 그는 겨울에는 주로 산시성의 왕부에, 여름에는 탕구드의 류판산에 있는 몽골 군부대 막사에서 지냈다고 한다.
그는 하서, 톈산산맥 일대에 영지가 있던 코단의 후손들, 차가타이 한국 알루구의 아들로 역시 주변에 영지가 있던 배왕 츄베이 일가와 갈등하였다.
망갈라는 불교 신자였지만, 그는 자신의 영지에서 도교와 전진교 사원을 보호하여, 이들 사원에 대한 면세 혜택을 주었다. 1275년에는 티베트에서 쿤가 삼포의 반란이 벌어지자, 진압군을 지휘하는 오그룩치에게 원군을 보내주었다.

### 시리기의 반란과 최후
1277년 7월 토번에서 시리기 일파에 의해 진중 반란이 일어나고, 동생 노무간, 코코추가 배싡자에 의해 납치되어 주치 울루스로 넘겨졌다. 몽케 카안의 아들 시리기는 노무간 등을 따라 카이두를 공격하려고 출정 중이었다. 망갈라는 류판산의 병력을 이끌고 바얀의 군대에 합류, 시리기 일파를 상대했다. 그해 가을 막북에서 몽케 칸의 넷째 아들 시리기 반란군의 공격을 상대했다. 그가 몽골고원으로 간 사이 시리기에게 붙은 몽골군이 그의 왕부, 영지를 공격하기도 했다.
같은 해 쿠빌라이 칸으로부터 은도장을 받았고, 쓰촨성에 있던 몽골군 7천을 인계받았다. 그는 사천행성 우승 왕량(汪良)을 안서왕상(安西王相), 이덕휘(李德輝)를 행성좌승 등으로 임명했다. 그 해 12월 22일 시리기의 반란을 진압하는데 참여, 1280년 11월 시리기의 반란 진압에 참여하던 중, 왕부에서 병사했다. 일설에는 1280년 6월 7일에 사망했다는 설이 있고, 7월 5일에 사망했다는 설도 있다. 다른 설에는 그가 1287년에 사망했다는 설이 있다.
그의 사망 원인은 알려지지 않았으나, 시리기의 난 진압 중 전사했다는 설이 있다. 남송 출신 역사가 정사초(鄭思肖)에 의하면 망갈라는 아버지 쿠빌라이 카안에 의해 살해되었다 한다. 원사 11권 세조본기에는 1280년 6월 17일에 사망했다 하며, 신원사에는 그의 사망 일자와 사망원인이 나타나지 않는다. 그가 죽자 쿠빌라이 칸은 일단 안서왕부를 파하였다.

### 사후
안서왕부의 혁파를 놓고도 원사에는 그의 사망 후 쿠빌라이 카안이 왕부를 바로 혁파했다는 기록과, 1282년에 왕부를 혁파했다는 상이한 기록이 있어 이론의 여지가 있다. 이름이 전하지 않는 망갈라의 왕비는 대도에 왕상 상정(商挺)을 쿠빌라이 칸에게 파견, 왕부 부활을 청하였다. 쿠빌라이 칸은 아난다가 나이 어린 점을 지적했지만, 계승을 허락하였다. 1280년 아들 아난다가 안서왕위를 계승하였다. 진왕의 지위는 다른 아들 안탄부카(按檀不花)가 계승했다가, 역시 아난다에게로 돌아갔다. 원사에는 그의 아들로 아난다와 알탄 부카를 기록했으나, 라시드 웃딘이 쓴 페르시아계 사서 집사에는 아난다, 알탄 부카 외에도 아르슬란이라는 아들이 있었다 한다. 안탄부카와 아르슬란의 행적은 원사, 원사연의 쪽에는 기록에 전하지 않는다.
1307년(대덕 11년) 1월 원 성종이 아들 없이 사망하자, 불루간 대카툰이 망갈라의 아들 아난다를 보정으로 불러 차기 황제로 임명하려다가, 회령왕부 카이산에게 진압되고 처형되었다. 이후 안서왕부는 폐지되었다가 1323년 시데발라 게겐 칸에 의해 부활되었다.
딸 노울륜공주는 이키레스부 하수오랑(和鎖郎)과 혼인, 그를 통해 종증손 명종 쿠살라(영종 린첸발과 순제 토곤테무르의 부친)의 외증조부가 된다.

## 가족 관계
- 부황 쿠빌라이 카안
- 모후 차브이 카툰
  - 형 도르지
  - 형 친킴
  - 동생 노무간
- 부인 옹기라트씨 쿠투이 카툰(Хутуй хатан) 또는 푸티(Кутуй), 승상 알티 노얀(按陳,안진)의 손녀 또는 조카
- 부인 이름 미상
  - 아들 아난다(阿難答, ᠠᠨᠠᠨᠳᠠ, 1273 ~ 1307), 안서왕(1278~1287) 진왕(1280~1287)
  - 아들 알탄 부카(阿勒坦布哈, 1323년 사망), 진왕(1278~1280, 1287~1289)
  - 아들 아그슬란 부카 - 페르시아계 사서 라시드 알 딘의 집사에만 이름이 등장함.[3]
  - 딸 노울륜공주(奴兀倫公主) - 이키레스부 하수오랑(和鎖郎)에게 출가, 무종 카이산의 후궁 이키레스 비자의 친정어머니, 명종 쿠살라의 외조모

## 같이 보기
- 쿠빌라이 칸
- 차브이 카툰
- 시리기의 난
- 노무간
- 친킴
- 아난다
- 코코추